# Altisita
L'altisita és un mineral de la classe dels silicats. El seu nom deriva dels elements Al, Ti i Si (alumini, titani i silici) de la seva composició.

## Característiques
L'altisita és un silicat de fórmula química Na₃K₆Ti₂Al₂Si₈O₂₆Cl₃. Cristal·litza en el sistema monoclínic. La seva duresa a l'escala de Mohs és 6.
Segons la classificació de Nickel-Strunz, l'altisita pertany a «09.DP - Estructures transicionals ino-filosilicats» juntament amb els següents minerals: melifanita, leucosfenita, prehnita, amstal·lita, kvanefjeldita, lemoynita i natrolemoynita.

## Formació i jaciments
Va ser descoberta l'any 1994 a Olenii Creek, al massís de Khibini, a la península de Kola (óblast de Múrmansk, Rússia), l'únic indret on ha estat trobada.